# 土岐頼徳

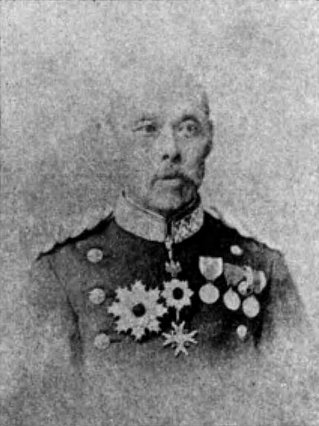
土岐頼徳

土岐 頼徳（とき よりのり、1843年10月8日 （天保14年9月15日） - 1911年（明治44年）5月12日）は、明治期の医師、日本陸軍軍医。最終階級は陸軍軍医総監（少将相当官）。美濃国出身。従四位勲二等。

## 経歴
1843年10月8日（（旧暦）天保14年9月15日） 美濃国山縣郡下伊自良村小倉（現・岐阜県山県市）の医師高井松亭の長子に生まれ、幼名を孝太郎と称した。長じて漢学を学び、名古屋の麻生頼三に西洋医学を学び、京都の出て巖垣六藏・廣瀬元恭に就いて漢方医学を修める。1862年（文久2年）伊勢の土井郁之助、1866年4月（慶応2年3月）幕府の西洋医学所教授坪井芳州の塾に入り医学所に入校した。
明治維新後、姓を高井氏から本家の土岐姓に復姓して頼徳と名を改めた。1869年（明治2年）昌平学校（旧昌平校）・開成学校・医学校（旧医学所）が統合された『大学』の准少寮長となり、長谷川泰・石黒忠悳らと学生を監督した。1874年（明治7年）2月陸軍軍医に任ぜられ、9月軍医正となり、1875年（明治8年）陸軍士官学校・戸山幼年学校付けを命ぜられた後、1877年（明治10年）新選旅団（強靭な薩摩士族に対抗するため全国の士族志願者を募集し、「巡査」として臨時採用して編成した旅団）医長として西南戦争に従軍した。その後、1891年（明治24年）4月11日近衛師団軍医部長となり、1894年（明治27年）第二軍軍医部長として日清戦争に従軍し、その功により1895年（明治28年）4月21日軍医総監（少将相当）に任じられ、同年8月勲二等旭日重光章を賜った。
1896年（明治29年）台湾総督府陸軍局軍医部長に就任した。同年5月10日突然休職となり1901年（明治34年）5月10日予備役に編入され、1911年（明治44年）5月12日死去する。墓所は雑司ヶ谷霊園。

## 脚気病争論
1885年（明治18年）1月、東京大学医学部教授緒方正規は脚気病原菌説を発表したのに対して、海軍軍医の高木兼寛は脚気の原因が食事にあると反論したのに対し、当時陸軍軍医監であった石黒忠悳は緒方による脚気病原菌説を支持した。同年3月28日、高木は『大日本私立衛生会雑誌』に脚気原因説（たんぱく質の不足説）と麦飯優秀説を発表したが、細菌学全盛の時において理論法則の構築優先のドイツ医学を範とする東大・陸軍省医務局は高木説など歯牙にもかけていなかった。
日清戦争当時、陸軍では脚気の流行が大きな問題となっていた。とりわけ日清戦争後新領土となった台湾に派遣された軍内部で脚気が大流行していた。その様なおり、初代台湾総督府陸軍局軍医部長には森林太郎が就いたが、森は石黒同様にドイツ医学を範とする東大・陸軍閥の中枢におり、高木の説には一切耳を傾けず陸軍主食を麦飯を排除した米食至上主義を貫いていた。その結果台湾軍内部の脚気病は更に蔓延の一途を辿り、世間の批判も大きく1895年（明治28年）9月僅か在任3ヶ月余りで更迭され、後任には陸軍医務局で石黒に継ぎ序列第2位の石阪惟寛が就任した。石阪は実践に加え、海軍で脚気が麦飯給与により大幅に減ったことも知っており、石黒の「兵食の基本は従来通り『白米飯と貧質きわまる副食』」とする命令に従いつつも、内密に麦飯を給与する部隊があっても目を瞑り見てみぬ振りをしていたが、軍全体の脚気流行を止めることはできなかった。1896年（明治29年）1月16日石阪も在任僅か5ヶ月で更迭され、医務局序列第3位の土岐が台湾総督府陸軍局軍医部長に着任した。
時の台湾総督樺山資紀は、高木と同じ海軍に属し大将であり、副総督の高島鞆之助は樺山と同郷の薩摩出身者であると共に陸軍内の麦飯推進派であった。二人は麦飯を支給すべく軍中枢に働きかけたが、石黒は頑なに「台湾戍兵ノ衛生ニ就テ意見」にて「麦飯不可」を述べ、野戦衛生責任者である石黒の意見を軍中枢は無視することはできずにいた。この様な状態の中で土岐は着任し、上官である石黒の指示を他所に全台湾軍に対して独断で麦飯給与を命じた。石黒は土岐の越権行為かつ命令違反に対して、表沙汰になることは医務局内の統率責任を問われかねないことから、石黒は穏便な決着を目指し麦飯の撤回を求めるべく、「麦飯に代えることの禁止、麦飯の有効性は学問的に認められていないこと等（軍医学会雑誌 第72号 明治29年2月号）」を記した訓示を発令した。
石黒の訓示に対して、土岐は1896年（明治29年）3月26日付けで「麦飯を用いた結果の脚気減少の事実等」を論証し「小人が言葉巧みに貴官（石黒）に（麦飯禁止を）勧めたせいではないのか」と真っ向から反論を行った。土岐による台湾軍への麦飯支給とそれに反対する陸軍医務局の動きは「時事新報」にて（1896年（明治29年）4月9日付け）「台湾嶋駐在軍隊の衛生」・（同4月12日付け）「台湾衛生に就て」で医務局への非難が掲載され、石黒は「時事新報」（同4月18日付け）において「石黒軍医総監の兵食談」で自己弁論を行った。同兵食談では「森（森林太郎）軍医監が真正な方法で行った兵食試験の結果、米飯が最も養兵に適する。米飯は何の害があるのか、米飯に比べて消化に悪く腐りやすい麦飯は何の益があるのか、これを学問上実験上確定しなければ貴重な我が国軍隊の食料を変更できない。」とし、脚気問題から敢えてずれた意見を述べている。
しかし、海軍を始めとする批判は続き、台湾軍内部で麦飯支給により脚気が仮に収まることは医務局として重大な責任問題に繋がることから、脚気問題自体の有耶無耶化を石黒は図り、2代目総督府陸軍局軍医部長石阪惟寛は罷免後陸軍省医務局付けを命じられていたが1896年（明治29年）5月4日付けで休職を命じ、土岐頼徳に対しては罷免の日付すら資料上明確でなく同年5月10日に帰京したことが確認され、すぐに休職扱いとされた。また、台湾兵站軍医部長であった伍堂卓爾はマラリアに罹り内地転送となっていたがあらためて同年4月1日付けで休職扱いとされた。以後、台湾からの報告上も脚気報告は除かれ、陸軍医務局内では石黒が編纂委員長を勤めた日清戦争（明治二十七八年役）における「陸軍衛生事蹟」において土岐の台湾勤務は記載すらなく、また土岐台湾総督府陸軍軍医部長時代の兵站軍医部長を勤めた藤田嗣章の記録では「（石坂）台湾総督府陸軍軍医部長の後任は暫く欠員で、私（藤田）が前職の儘部長職を代行した」と記され、土岐の台湾での存在自体が抹消された。

## 栄典
- 1889年（明治22年）11月29日 - 大日本帝国憲法発布記念章[9]
- 1891年（明治24年）12月28日 - 従五位[10]
- 1892年（明治25年）11月29日 - 勲三等瑞宝章[11]
- 1895年（明治28年）
  - 8月20日 - 勲二等旭日重光章[12]
  - 11月18日 - 明治二十七八年従軍記章[13]

## 著書
- 「啓蒙養生訓 全7巻」（土岐頼徳編 島村利助 1872年）
- 「医学略則」（土岐頼徳著 島村利助 1873年）
- 「化学闡要 全16巻」（沕爾斯著 土岐頼徳訳 島村利助 1875年）
- 「切断法 全2巻（本編、図式）」（土岐頼徳編 青松学舎 1875年）
- 「結紮法 全2巻（本編、図式）」（土岐頼徳編 丸屋善七 1876年）
- 「外科手術図譜」（Bernard Claude著 土岐頼徳訳 島村利助 1878年）